# Lynnville (Iowa)
Lynnville es una ciudad ubicada en el condado de Jasper en el estado estadounidense de Iowa. En el Censo de 2010 tenía una población de 379 habitantes y una densidad poblacional de 132,43 personas por km².

## Geografía
Lynnville se encuentra ubicada en las coordenadas 41°34′22″N 92°47′13″O / 41.57278, -92.78694. Según la Oficina del Censo de los Estados Unidos, Lynnville tiene una superficie total de 2.86 km², de la cual 2.86 km² corresponden a tierra firme y (0%) 0 km² es agua.

## Demografía
Según el censo de 2010, había 379 personas residiendo en Lynnville. La densidad de población era de 132,43 hab./km². De los 379 habitantes, Lynnville estaba compuesto por el 100% blancos, el 0% eran afroamericanos, el 0% eran amerindios, el 0% eran asiáticos, el 0% eran isleños del Pacífico, el 0% eran de otras razas y el 0% pertenecían a dos o más razas. Del total de la población el 0.79% eran hispanos o latinos de cualquier raza.